# トッカグン
トッカグンは、日本のタレント、お笑い芸人、YouTuber。よしもとクリエイティブ・エージェンシー東京所属。2008年4月20日、ともに宮城県出身の小野寺耕平・佐藤昌宏の両名により結成され、「元陸上自衛隊芸人」「サバイバル芸人」として活動してきた。その後、2020年2月1日に佐藤が「退官」してフリーとなり、以降は小野寺によるソロユニットとして存続している。

## 現在のメンバー
小野寺耕平 （おのでら こうへい、1983年12月7日（41歳） -  ）
- 主にツッコミ担当。宮城県本吉郡南三陸町出身[2]。
- 身長167cm、体重66kg、AB型。
- 母親は美容師。自衛隊時代は毎月4万円の定期預金、親への仕送りを毎月3万円、1任期2年間の任期満了金60万円から40万円親に仕送り、2年間で合計約160万円を親に仕送りした。
- 四人兄弟の四男で、四人揃うと｢小野寺家万歳｣と呼ばれていた。
- 細身ながら身体能力が高く、自衛隊の体力検定でも全ての種目で1級であった。
- 家が貧乏な事と父親が破天荒だったらしく、進路に関する三者面談の時、お金がない事を父親から告げられ、進学志望から進路変更を余儀なくされる。原因は、この父が大学生の兄の家賃の更新に使うお金を使い込んで、進学に関するお金がなかった為。
- 学生時代にバンドでギターを担当しており、当初大学進学希望だったため自衛隊への入隊には消極的だったが、自衛隊員から「自衛隊でも休日ギターを弾くことができる」と言われ、ギターを背負って自衛隊に入隊した。
- 吉本総合芸能学院（NSC）東京NSC12期生。
- バーベキューインストラクター資格、日本酒の資格、防災士の資格を取得している。
- 近頃では、SNS上で鉄人・デコ寺・テカ寺などの愛称で呼ばれる事もある
- 自衛隊所属時は射撃も得意とし、小銃射撃の中隊代表を務めた。最終階級は陸士長。

## 過去のメンバー
佐藤昌宏 （さとう まさひろ、1984年2月19日（41歳） - ）
- 主にボケ担当。宮城県本吉郡南三陸町出身[2]。
- 身長171cm、体重70kg、O型。
- パチンコ愛好家であり、パチンコ、スロットに知識が豊富である。パチンコで貯まった150万円以上の貯金を持って上京した。自衛隊時代は毎月3万円の定期預金、1任期2年間の任期満了金約60万を貯めた。
- 学生時代は目が悪く、視力が0.1にも満たなかったため、自衛隊入隊が危ぶまれたが、視力が一時的に上がるとされる目薬[注釈 1]を使用し試験をクリア、無事入隊を果たす。最終階級は陸士長。
- 学生時代のあだ名は「マッサ」「タイ米」。
- 母親からは「まさ」と呼ばれている。
- 全商簿記1級を高校2年時に取得（情報科）。
- 2020年2月1日に退官する。

## 略歴・概要
2001年に小野寺と佐藤は宮城県志津川高等学校卒業後、自衛官候補生（任期制）として陸上自衛隊に入隊。3ヶ月の前期教育を終え、特科隊員として後期教育中にM110 203mm自走榴弾砲の操作を学ぶ。6ヶ月の教育課程を仙台駐屯地にて修了。その後、同駐屯地の第2特科群に配属。小野寺は三番手として自走榴弾砲を装備する第110特科大隊に所属し、佐藤は音源で砲迫の標定をする隊員として第304観測中隊に所属した。
2003年に2年任期を終え自衛隊を除隊。
その後、小野寺は入隊時から興味があった芸能界に入るため上京し、20歳のときにアルバイト先で出会った永田守と東京NSCに入学する。卒業した1年後までコンビ「トルーマントルーマン」として活動。
一方、佐藤は仙台で焼肉チェーン「牛角」の社員として就職した。
2008年4月、コンビを解散した小野寺に誘われ、佐藤が上京。二人でコンビ「トッカグン」を結成。よしもとクリエイティブ・エージェンシーに所属。
2014年7月よりよしもと公式YouTubeチャンネル「トッカグンの東京サバイバル」を開設し、自衛隊入隊当時の体験談や、サバイバル術、アウトドア、防災食や各国軍隊のレーション（戦闘糧食）の試食、その他自衛隊関連の動画を配信している。
2019年1月には、サブチャンネル「トッカグンのサブチャンネル」を開設した。サブチャンネルでは、メインチャンネル「トッカグンの東京サバイバル」とは異なり、チャンネル視聴者から送られた食品を試食しながら、ゆるめのラジオ番組のようなトーク動画を配信していた。解散後は稼働していないものの過去動画は視聴できるようになっていたが、現在は全ての動画が非公開となっている。
解散後は小野寺のソロチャンネルの名称を｢小野寺のらずもねぇ休日｣に変更してサブチャンネルとした。
サブチャンネルでは主に生配信や食べ物に関する動画を配信している。
生配信は｢らずもねぇ(=ものすごいの意。程度が大きいことを表す小野寺の地元の方言)休日｣というチャンネル名に沿って小野寺の休憩時間を共有するというスタンスで配信し、限定公開を利用している。そのため、開始前にTwitterアカウントでURLを告知し、視聴者を誘導する仕組みをとっている。
サブチャンネルのほか、メインチャンネルにて公開済の動画を特性により再録するチャンネルもふたつ運営している。
【公式】トッカグンの「短編」（2022年1月チャンネル開設、同年2月より始動）、トッカグン防災紹介TV（2022年3月チャンネル開設、同年8月より始動）
2016年、両名ともに予備自衛官となった。
佐藤脱退後は吉本所属の元自衛隊芸人、モリオハザードやそのこが「トッカグンの東京サバイバル」に出演し動画を配信している。
2021年5月、noteで特殊監視群(トッカグン小野寺ファンクラブ)を開設。
2022年8月31日、準備期間を経たうえで新たなファンクラブ創設を示唆し、「第一弾noteファンクラブ終了のお知らせ」をもって一旦ファンクラブを閉鎖。

## 防衛省、自衛隊公式との活動
2020年7月より防衛省自衛隊東京地方協力本部世田谷募集案内所とのコラボ動画を皮切りに、公務員合同説明会の様子を紹介したり広報官との対談形式で職種紹介を行うなど、現役の自衛官が出演する動画を次々に公開。
第七師団戦車射撃競技会の取材や各駐屯地の施設紹介、隊員食堂の体験喫食など、自衛隊公式コラボシリーズが新たな人気コンテンツとして確立された。各駐屯地へ取材に出かけるなかで小野寺の現役時代の同期や先輩（班長）にも再会し、動画出演が果たされている。
また、2022年3月3日にはこれらの動画公開やSNSでの自衛隊関連イベント告知等が募集広報活動となり新隊員募集に繋がったとして、東京地方協力本部より募集業務推進に貢献したことに対する感謝状が本部長より贈呈された。尚、感謝状に記載の日付は2月13日となっているが小野寺が実際に授与されたのは諸般の事情により3月3日である。

## 名前の由来
コンビ名の『トッカグン』は、2人が自衛隊時代に所属していた部隊『（第2）特科群』から採られている。特科とは大砲および（地対艦）ミサイル等を扱う、旧軍や他国軍でいう砲兵にあたる職種を指す。なお、第2特科群は2010年の部隊再編に伴い東北方面特科隊に改称。2024年3月20日に部隊廃止となった。

## 芸風
- 自衛隊の物真似、自衛隊あるあるを得意とし、体験に基づく自衛隊員を忠実に、あるいは誇張して再現する[4]。
- 佐藤の自衛隊ボケに対して、小野寺が詳しく説明しながらツッコミをするパターンがある。
- 自己紹介では、大砲を撃つ役職をしていた小野寺と、弾を見る役職をしていた佐藤との、仕事量の違いを動作で表現するネタがある。
- 自衛隊におけるレンジャー訓練のモノマネで、佐藤が『レンジャー』としか話さないのに、小野寺が会話を理解するというネタがある。
- 漫才、コント、どちらもこなし、漫才では自衛隊キャラだが、コントでは自衛隊以外の設定であることが多い。
- ネタによってボケとツッコミの担当が入れ替わり、自衛隊キャラの漫才では佐藤がボケ、小野寺がツッコミであることが多い。
- 自衛隊キャラのネタ以外にも、オーソドックスな漫才やコントも多く、意外にも全体のネタの半数くらいあると本人達は語っている。

## 書籍
- やっぱり食べたい! 自衛隊ごはん (イカロス出版、2019年6月25日）
- MAMOR 2019年11月号（扶桑社、2019年9月21日）インタビュー
- DVD付 自衛隊芸人トッカグンの日用品で簡単にできる超自衛隊式防災サバイバルBOOK    (双葉社 2019年10月19日)

- そこにあるモノでなんとかする！ 小野寺流サバイバル  (徳間書店 2022年3月31日)